# Jehud-Monoson
Jehud-Monoson (hebrejsky יְהוּד-מוֹנוֹסוֹן‎, v oficiálním přepisu do angličtiny Yehud-Monosson) je město v Izraeli, v Centrálním distriktu, které vzniklo v roce 2003 sloučením dvou stávajících samostatných obcí: Jehud a Neve Monoson.

## Geografie
Město leží v nadmořské výšce 40 m, přibližně 12 km východně od centra Tel Avivu, v metropolitní oblasti Guš Dan. Podél západního okraje města protéká drobné vádí Nachal Ono, které pak jihozápadně od obce ústí do většího vodního toku Nachal Jehud.
Leží na okraji územně souvislého pásu městského osídlení aglomerace Tel Avivu, který na východ od města přechází v zemědělsky využívanou krajinu. Město leží přibližně 10 km od zelené linie, která odděluje Izrael v jeho mezinárodně uznávaných hranicích od území Západního břehu Jordánu. Na severu a západě je město lemováno rozptýlenou zástavbou v aglomeraci Tel Avivu s torzy zemědělsky obhospodařované krajiny, na jižní straně se rozkládá Ben Gurionovo mezinárodní letiště.
Město je napojeno na četné dálniční a silniční dopravní tahy v aglomeraci Tel Avivu. Ve východozápadním směru je to silnice číslo 461, která byla v 90. letech 20. století převedena do nové trasy podél jižního okraje města, v severojižním směru vede okolo Jehud-Monoson dálnice číslo 40, která probíhá východně od města. Jehud-Monoson leží v oblasti s hustým osídlením, v naprosté většině židovským.

## Dějiny

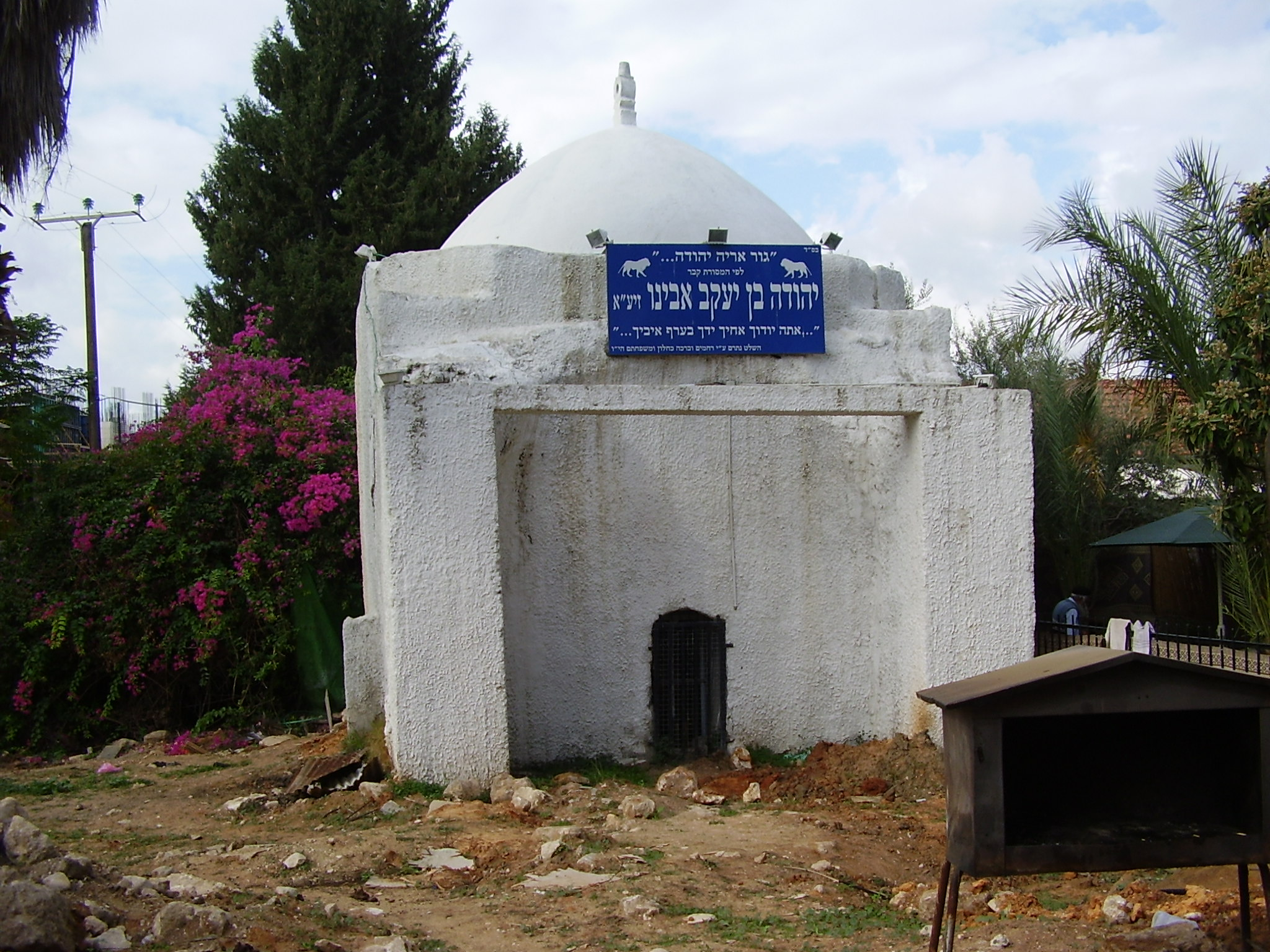
Muslimské a židovské posvátné místo - domnělý hrob biblického Judy v Jehudu

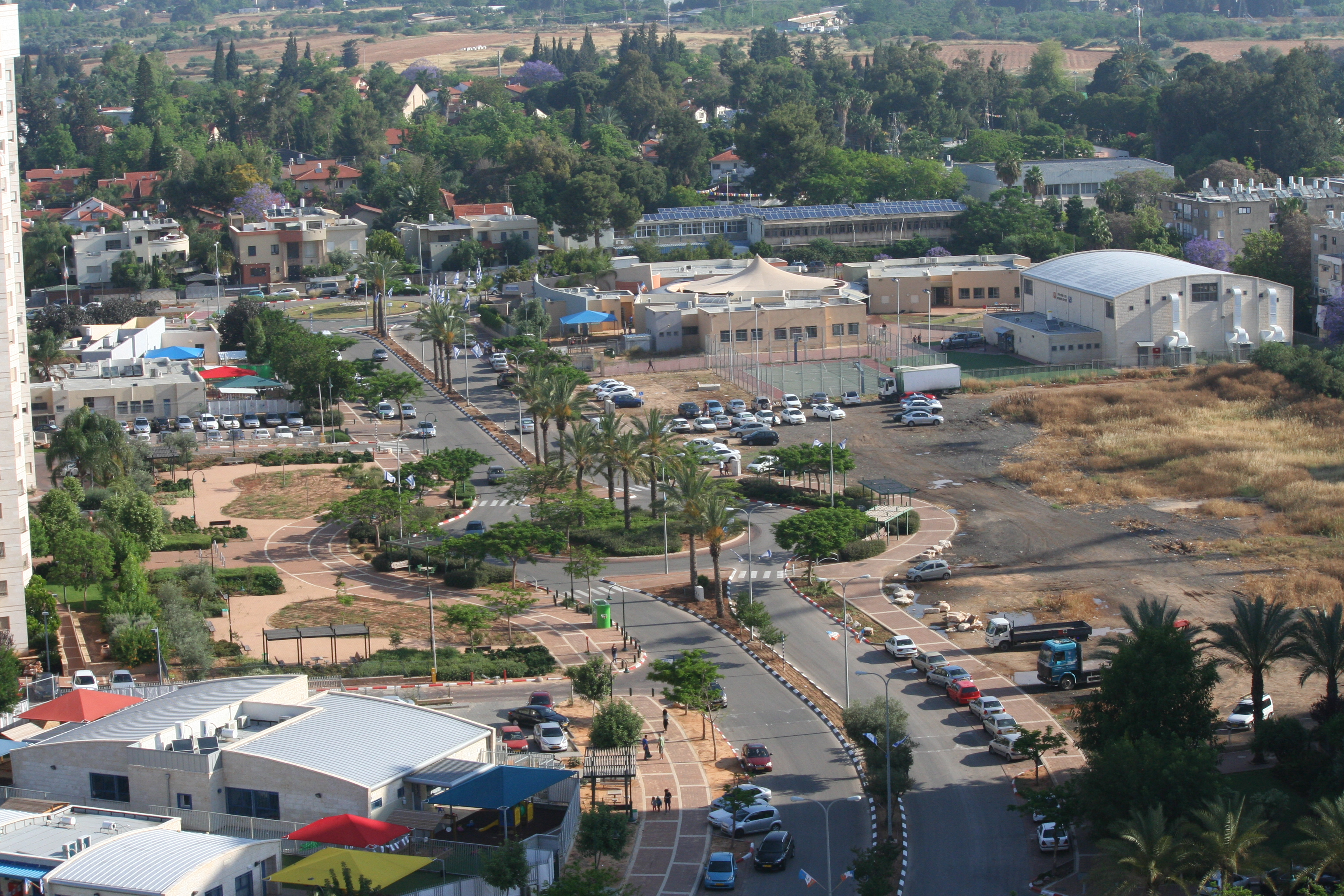
Neve Monosson a Nitzan na východním okraji Or Jehuda

Moderní Jehud navazuje na starověké židovské sídlo Jehúd zmiňované v bibli v Knize Jozue 19,45  Ve středověku zde stávala arabská vesnice nazývaná al-Jahúdíja. V roce 1932 byla přejmenována na al-Abbásíja. V obci stávala svatyně uctívaná muslimy i židy, v níž podle tradice byl pohřben biblický Juda – arabsky: an-nabí Huda, hebrejsky kever Jehuda ben Ja'akov (קבר יהודה בן יעקב‎). Během britského mandátu v 1. polovině 20. století se al-Abbásíja vyvinula v město s více než 5000 obyvateli, dvěma školami a dvěma mešitami. Během první arabsko-izraelské války v květnu 1948 bylo město dobyto židovskou vojenskou organizací Irgun a arabské obyvatelstvo obec opustilo. 13. září 1948 pak byla zdejší zástavba z velké části zničena, zachována byla jen jedna mešita a hrobka Judy.
Ještě v roce 1948 se do vysídleného města nastěhovali židovští obyvatelé, zejména noví imigranti ze zemí jako Turecko, Jemen a Polsko (zejména z regionu okolo města Białystok, kteří zde zřídili čtvrt Kirjat Bialystok). Noví obyvatelé zpočátku využili zbytky původní arabské zástavby. Město bylo oficiálně založeno roku 1949. 13. října 1953 pronikla do Jehudu skupina fedajínů tedy arabských partyzánů ze Západního břehu Jordánu a zabila zde ženu a její dvě děti. V 60. letech došlo k výstavbě nových obytných čtvrtí. Výstavba města pokračovala v 90. letech čtvrtí Kirjat ha-Savijonim na západní straně města. V té době populaci města posílila vlna přistěhovalců ze zemí bývalého Sovětského svazu. Na východní straně města se rozkládá velká průmyslová zóna.
V souvislosti s postupným zahušťováním osídlení okolní krajiny a její přeměně ze zemědělského regionu na rezidenční zázemí Tel Avivu vznikla v roce 1955 jihozápadně od města Jehud osada Neve Monoson, která byla pojmenována podle amerického židovského filantropa Efrajima Monossona. Vesnice měla poskytnout bydlení pro zaměstnance nedalekého Ben Gurionova mezinárodního letiště. Postupně se rozrůstala až počátkem 21. století dosáhla počtu obyvatel přes 3000. V roce 1955 byl Jehud povýšen na místní radu (malé město) a roku 1995 získal status městské rady (tedy velkého města). V roce 2003 došlo v rámci zjednodušení samosprávy v Izraeli k sloučení Jehudu s obcí Neve Monoson. Neve Monoson získala v rámci sloučeného města samosprávu. Ve městě funguje třicet mateřských škol, pět základních a dvě střední školy.
V roce 1994 se v jednom z domů ve městě zabarikádovala skupina náboženských aktivistů okolo rabína Uziho Mešulama z řad židů z Jemenu, střílela na policejní síly a požadovala vyšetření kauzy zmizelých jemenitských dětí z doby počátku státu Izrael. Mešulam byl pak zatčen a vláda zřídila v otázce jemenitských dětí vyšetřovací komisi.

## Demografie
Podle údajů z roku 2009 tvořili naprostou většinu obyvatel Židé – přibližně 26 000 osob (včetně statistické kategorie „ostatní“, která zahrnuje nearabské obyvatele židovského původu, ale bez formální příslušnosti k židovskému náboženství, přibližně 26 500 osob).
Jehud-Monoson je středně velkým sídlem městského typu s trvalým demografickým růstem. K 31. prosinci 2017 zde žilo 29 700 lidí.
| Rok            | 1596 | 1922  | 1931  | 1948  | 1950  | 1955  | 1961  | 1972  | 1980   | 1983   | 1990   | 1993   | 1994   | 1995   | 1996   | 1997   | 1998   | 1999   | 2000   |
| -------------- | ---- | ----- | ----- | ----- | ----- | ----- | ----- | ----- | ------ | ------ | ------ | ------ | ------ | ------ | ------ | ------ | ------ | ------ | ------ |
| Počet obyvatel | 693  | 2 437 | 3 258 | 6 554 | 3 100 | 6 000 | 6 902 | 8 984 | 12 100 | 13 100 | 16 200 | 17 300 | 17 900 | 18 547 | 19 000 | 19 500 | 20 100 | 20 600 | 21 000 |

| Rok  | Obyvatelé |
| ---- | --------- |
| 2003 | 24 900    |
| 2004 | 25 100    |
| 2005 | 25 200    |
| 2006 | 25 500    |
| 2007 | 25 800    |
| 2008 | 26 200    |
| 2009 | 26 500    |
| 2010 | 27 200    |
| 2011 | 27 600    |
| 2012 | 27 900    |
| 2013 | 28 200    |
| 2014 | 28 500    |
| 2015 | 29 100    |
| 2016 | 29 300    |
| 2017 | 29 700    |
| 2018 | 29 900    |